# Entretien préalable au licenciement en France
Pour les articles homonymes, voir EPL.
Dans le droit français, avant toute décision de licenciement, l'employeur (ou son représentant) doit convoquer le salarié à un entretien préalable au licenciement (EPL), afin de lui préciser les motifs de la décision envisagée et d'écouter en retour les explications du salarié.

## Rôle
L'entretien doit permettre :
- à l'employeur, d'indiquer les motifs de la décision envisagée (le licenciement)
- au salarié, de répondre point par point aux propos de l'employeur.

L'entretien préalable est le moment d'une écoute réciproque. La personne qui accompagne le salarié, par exemple un conseiller du salarié, en est garante, et peut rédiger un compte-rendu, transmis ensuite au salarié.

## Délai de réflexion
Après l'entretien, l'employeur est tenu à un délai légal d'au moins deux jours ouvrables, pour réfléchir, avant de prendre sa décision et de rédiger une lettre de licenciement dans le cas d'une procédure pour licenciement pour grief personnel (disciplinaire par exemple). En matière de licenciement pour motif économique, le délai est différent. Pièce essentielle du dossier, cette lettre énonce des motifs précis, pas nécessairement graves, que le salarié aura le droit de contester devant le conseil des prud'hommes s'il juge le licenciement abusif. 

## Délai de convocation
La loi fixe à l'employeur l'obligation de donner au salarié le temps de préparer l'entretien. Elle exige donc que la convocation mentionne obligatoirement :
- l'objet de l'entretien (à savoir qu'un licenciement est envisagé),
- la date, le lieu et l'heure de l'entretien : la date doit être fixée au moins 5 jours ouvrables après la convocation. Le jour de la présentation de la lettre recommandée (ou de remise en main propre) n'est pas inclus dans ces cinq jours: la jurisprudence a voulu donner au salarié une pleine semaine pour se préparer, consulter des collègues, et produire les documents permettant de faire comprendre à l'employeur sa version des faits,
- la possibilité pour le salarié de se faire assister lors de l'entretien par une personne de son choix (collègue ou conseiller du salarié en l'absence de représentant du personnel, dont la liste est disponible dans chaque mairie et auprès de l'Inspection du travail).

## Choix de la date de l'entretien
Si l'employeur est tenu de convoquer le salarié à cet entretien, le salarié n'est pas obligé de se rendre à cette convocation. Son absence ne pourra engendrer une sanction. Mais il est conseillé de s'y rendre.

## Aspects historiques
La possibilité pour le salarié de se faire assister a été introduite dans le code du travail par l'article 30 de la loi du 2 août 1989 relatif l'assistance du salarié lors de l'entretien préalable au licenciement et par la loi du 18 janvier 1991 relative au conseiller du salarié. L'entretien préalable au licenciement a lui été introduit par la loi du 13 juillet 1973 relative à la résiliation du contrat de travail à durée indéterminée.